# Nashville (Michigan)
Nashville ist eine Ortschaft im Barry County im US-Bundesstaat Michigan. Das U.S. Census Bureau hat bei der Volkszählung 2020 eine Einwohnerzahl von 1537 auf einer Fläche von 5,7 km² ermittelt. Die Bevölkerungsdichte liegt bei 285 Einwohnern pro km².

## Geografie
Nach Angaben des United States Census Bureau hat die Ortschaft eine Gesamtfläche von 5,7 km2, von denen 5,4 km2 Land- und 0,3 km2 Wasserfläche sind.

## Demografie
Laut der Volkszählung des Jahres 2000 leben 1.648 Einwohner in 647 Haushalten und 447 Familien in der Ortschaft. Die Bevölkerungsdichte betrug 309,6 Einwohner pro km2. In 36,6 % der Haushalte lebten Kinder unter 18 Jahren und 50,5 % waren verheiratete Paare. 24,7 % der Haushalte wurden von Singles geführt und in 10 % lebten Menschen über 65 Jahre allein. Die durchschnittliche Haushaltsgröße betrug 2,60 und die durchschnittliche Familiengröße betrug 3,12 Mitglieder.
29 % der Einwohner waren unter 18 Jahren, 9,1 % zwischen 18 und 24 Jahren, 29,2 % zwischen 25 und 44, 19,2 % zwischen 45 und 64 und 13,4 % waren 65 und älter. Auf 100 weibliche Einwohner kamen 89,6 männliche und auf 100 Frauen von 18 Jahren und älter kamen 87,9 männliche Einwohner.
Das durchschnittliche Haushaltseinkommen betrug 32857 US-Dollar und das durchschnittliche Familieneinkommen 36250 US-Dollar. Das Pro-Kopf-Einkommen betrug 14147 US-Dollar. Ungefähr 10,6 % der Bevölkerung lebt unterhalb der Armutsgrenze.

## Frühe Geschichte
Die Ursprünge von Nashville liegen auf, das von John R. Pettibone am 15. Februar 1836 erworben wurde. Das Land war Teil von Barry und später bis zum 16. Februar 1842 Teil der Gemeinde Hastings. Danach wurde es Sektion 36 des neu gegründeten Gemeinde Castleton. Bis 1865 besaß Robert B. Gregg das Land. Dieser parzellierte das Land in 127 Lose auf der Südseite des Thornapple Rivers. Die Landesvermessung wurde durch Joshuas Martin vorgenommen und am 2. Oktober 1865 beglaubigt. Das erste Los wurde an Enos Kuhlman verkauft. Bis 1875 wurden der Bebauungsplan siebenmal erweitert.
Die Brüder Henry und Solomon Feighner aus Ohio erwarben 320 Hektar von Horace Butler und weitere Grundstücke auf der Westseite des Thornapple River, unter anderem die Hanchet Sägemühle.
Um 1870 bauten Griffith und Grant einen Getreidespeicher am neuen Grand River Valley-Division der Michigan Central Railroad.
1874 wurde der Getreidespeicher von Ainsworth und Brooks gekauft und 3 Jahre später wurde eine dampfgetriebene Mühle installiert. Die Mühle wurde nach einem Patent von Holler betrieben und unter dem Namen Nashville Roller Mühle bekannt.
1866 begann der Chefingenieur der Grand River Valley Railroad nach einer neuen Route von Jackson nach Grand Rapids zu suchen. Garadaus Nash schlug vor, seinen Namen zu nutzen. Ohne Gegenstimmen wurde die Gemeinde Nashville getauft. Am 26. März 1869 unterzeichnete Gouverneur Henry Baldwin ein Gesetz zur Aufnahme der Gemeinde von Nashville.
Gegen 1920 war Nashville der Halte- und Übernachtungspunkt zwischen Jackson und Grand Rapids. Die Züge, die damals nur bei Tag fuhren, benötigten jeweils einen Tag zu den beiden Städten.